# Бугулов, Георгий Олегович
Георгий Олегович Бугулов (род. 17 марта 1993, Владикавказ, Северо-Осетинская АССР) — российский футболист, защитник казахстанского клуба «Улытау».

## Биография
Начинал играть на взрослом уровне в 17-летнем возрасте в клубе «ФАЮР» из Беслана, за два сезона провёл в его составе 15 матчей во Втором дивизионе России. В 2012 году перешёл в команду «Алания-Д» (Владикавказ), провёл в ней два сезона, а в сезоне 2014/15 играл за «Аланию». В сезоне 2015/16 играл за майкопскую «Дружбу».
Осенью 2016 года играл на любительском уровне за клуб «Алания» (Октябрьское), в его составе стал чемпионом Северной Осетии.
Летом 2017 года перешёл в молдавский клуб «Сперанца» (Ниспорены). Дебютный матч в чемпионате Молдавии сыграл 9 июля 2017 года против «Милсами».
В 2018—2019 годах играл за грузинский «Рустави». Летом 2020 года перешёл в российский «КАМАЗ».
В ноябре 2022 года покинул мозырскую «Славию».